# Eutrichota tunicata
Eutrichota tunicata är en tvåvingeart som först beskrevs av Zetterstedt 1846.  Eutrichota tunicata ingår i släktet Eutrichota och familjen blomsterflugor. Arten är reproducerande i Sverige. Inga underarter finns listade i Catalogue of Life.